# Strongylopus kilimanjaro
Strongylopus kilimanjaro  is een kikker uit de familie Pyxicephalidae. De soort werd voor het eerst wetenschappelijk beschreven door Barry Thomas Clarke en John Charles Poynton in 2005.
De soort is  endemisch in Tanzania en er zijn slechts drie exemplaren in 1936 verzameld in de alpiene zone van de Kilimanjaro, op een hoogte van 3230 meter boven zeeniveau. Het precieze verspreidingsgebied van de kikker is onbekend, maar men vermoedt dat hij niet in de hellingbossen beneden de alpiene zone voorkomt.
De status van de soort is onzeker. Zijn leefgebied maakt deel uit van het Nationaal park Kilimanjaro en is beschermd, maar men weet niet welke invloed klimaatverandering op de overlevingskansen van de soort heeft.